# Alkoholowy zespół abstynencyjny
Alkoholowy zespół abstynencyjny (inaczej alkoholowy zespół odstawienny, ang. alcohol withdrawal syndrome) – jest zespołem objawów występującym u osób uzależnionych od alkoholu, do ujawnienia którego dochodzi w sytuacji zaprzestania przyjmowania alkoholu lub znacznego zmniejszenia jego dawek. Zespoły te mogą wyraźnie różnić się nasileniem: od kilkugodzinnych, łagodnych zespołów abstynencyjnych (kaca), podczas których występuje tylko kilka objawów takich, jak rozdrażnienie, ból głowy, drżenie, bezsenność, aż po trwające 7–10 dni. Zespół abstynencyjny zaczyna się zwykle jednak po 1-2 dniach. Może obejmować oprócz wyżej wymienionych objawów dreszcze, nudności, wymioty, przyspieszone bicie serca, nadmierne pocenie się oraz wzrost ciśnienia krwi. W cięższych przypadkach pojawiają się także napady padaczkowe, odwodnienie i silne lęki, którym towarzyszą halucynacje wzrokowe i słuchowe zagrażające życiu i wymagające hospitalizacji zespoły abstynencyjne (majaczenie drżenne) przebiegające z wysokim nasileniem objawów podstawowych, którym towarzyszy pobudzenie układu nerwowego autonomicznego, zaburzenia świadomości i objawy psychotyczne. Objawy te z reguły ustępują po kilku dniach.

## Obraz kliniczny
Do typowych objawów zespołu abstynencyjnego alkoholowego należą: drżenie i bóle mięśni, ból głowy, wzmożona potliwość, utrata apetytu, nudności, wymioty, biegunka, przyspieszona akcja serca (tachykardia, która wynika z pobudzenia autonomicznego układu nerwowego), nadciśnienie tętnicze, naprzemienne odczucie uderzeń gorąca i zimna, podwyższona temperatura ciała, niepokój, drażliwość (dysforia), nadwrażliwość na dźwięki i światło, bezsenność, poczucie ogólnego rozbicia, szybka męczliwość, a w cięższych postaciach zaburzenia świadomości, objawy wytwórcze (m.in. halucynacje, iluzje, urojenia), napady drgawek padaczkowych. W części przypadków nasilone pobudzenie psychoruchowe oraz utrata samokontroli mogą być przyczyną gwałtownych i trudnych do przewidzenia zachowań, które są nieadekwatne do rzeczywistej sytuacji, w tym zachowań autoagresywnych lub agresywnych, które mogą stanowić bezpośrednie zagrożenia dla życia pacjenta lub osób w jego otoczeniu.

## Czynniki predykcyjne i przebieg
Ryzyko wystąpienia alkoholowego zespołu abstynencyjnego oraz jego nasilenie są tym wyższe, im dłuższy był okres stosowania alkoholu („ciąg alkoholowy”) i im większe były dawki alkoholu w ostatnim czasie. Drżenie ciała zwykle pojawia się w czasie 6–8 godzin po zaprzestaniu przyjmowania alkoholu. W części przypadków alkoholowych zespołów abstynencyjnych – łagodnych, przebiegających bez powikłań – dochodzi do samoistnego ustąpienia objawów w ciągu kilku dni. Jednakże niektóre postacie zespołów abstynencyjnych mogą mieć ciężki przebieg i stanowić istotne zagrożenia dla życia pacjenta. Przykładem takiego alkoholowego zespołu abstynencyjnego powikłanego jest tzw. majaczenie drżenne (inaczej majaczenie alkoholowe, łac. delirium tremens). W takich przypadkach w ciągu 72 godzin od ostatniego spożycia alkoholu pojawiają się zaburzenia świadomości oraz objawy psychotyczne takie, jak halucynacje, iluzje i urojenia. Ocenia się, że w majaczeniu drżennym bez pomocy medycznej w około 20% przypadków dochodzi do śmierci, natomiast intensywne leczenie w warunkach szpitalnych pozwala ograniczyć śmiertelność do poziomu kilku procent. Przy prawidłowym leczeniu w przypadkach majaczenia drżennego o pomyślnym przebiegu większość objawów ustępuje w ciągu 7–10 dni od początków zaburzenia.

## Podział i typowe powikłania

### Zespół abstynencyjny niepowikłany
Rozpoznanie opiera się na stwierdzeniu co najmniej 3 z następujących objawów wywołanych przerwaniem intensywnego picia alkoholu lub znacznym zmniejszeniem jego dawek:
- drżenie języka, powiek lub wyciągniętych dłoni
- nudności lub wymioty
- tachykardia lub wzrost ciśnienia tętniczego krwi
- pobudzenie psychoruchowe
- bóle głowy
- zaburzenia snu
- złe samopoczucie lub osłabienie
- zwiewne halucynacje (omamy) lub złudzenia (iluzje) wzrokowe, dotykowe lub słuchowe

### Zespół abstynencyjny powikłany

#### Majaczenie alkoholowe
Jako powikłane określa się m.in. alkoholowe zespoły abstynencyjne, które osiągają nasilenie odpowiadające majaczeniu alkoholowemu (inaczej majaczeniu drżennemu, łac. delirium tremens). Na obraz kliniczny majaczenia alkoholowego składają się silnie wyrażone objawy alkoholowego zespołu abstynencyjnego, do których dołączają się następujące objawy:
- zaburzenia świadomości (obejmujące dezorientację w czasie i miejscu)
- halucynacje (omamy) i iluzje (złudzenia) głównie dotykowe i słuchowe (o wyrazistym nasileniu, a nie tylko zwiewnym, jak ma to miejsce zespole abstynencyjnym niepowikłanym)
- lęk (często związany z objawami wytwórczymi o treściach prześladowczych)
- silne drżenie mięśniowe
- urojenia (m.in. dziania się, prześladowcze)
- pobudzenie psychoruchowe
- trudności z zaśnięciem lub odwrócony rytm snu i czuwania
- nadaktywność układu nerwowego autonomicznego przejawiająca się m.in. tachykardią, nadciśnieniem tętniczym, rozszerzeniem źrenic

#### Napady padaczkowe
Powikłaniem alkoholowego zespołu abstynencyjnego może również być napad padaczkowy. Zwykle dochodzi do pojedynczego napadu, zaś przypadki mnogich są sporadyczne. Wywołane odstawieniem alkoholu napady mają charakter uogólniony (grand mal). Powikłanie to dotyka około 5% ogółu osób uzależnionych od alkoholu, w tym do 15% pacjentów wymagających hospitalizacji z powodu objawów odstawiennych.

#### Zespół Wernickego-Korsakowa
Zespół ten wywołany jest niedoborem witaminy B1 (tiaminy). Najczęściej jest on następstwem uzależnienia od alkoholu, ale może mieć także inne przyczyny. Jego objawy zwykle pojawiają się gwałtownie podczas alkoholowego zespołu abstynencyjnego. Ich wystąpienie może być zainicjowane podaniem glukozy, której metabolizm wiąże się ze wzrostem zapotrzebowania na witaminę B1. Na obraz chorobowy składają się dwie grupy objawów: objawy neurologiczne (objawy encefalopatii Wernickego) oraz objawy psychopatologiczne (objawy psychozy Korsakowa). Do objawów neurologicznych należą: zaburzenia ruchu gałek ocznych, nierówność źrenic, brak reakcji na światło, problemy z chodzeniem, niezborność ruchów (ataksja). Do objawów psychopatologicznych należą: zaburzenia pamięci świeżej oraz konfabulacje stanowiące formę kompensacji defektu pamięci, niekiedy podwyższony nastrój, problem z percepcją przestrzenną i myśleniem abstrakcyjnym. W badaniach obrazowych metodą rezonansu magnetycznego typowe są zmiany martwiczo-krwotoczne ciał suteczkowatych znajdujących się w okolicy podstawnej mózgu. Objawom zespołu Wernickego-Korsakowa można zapobiec lub uzyskać ich redukcję poprzez odpowiednio wczesne uzupełnienie niedoborów witaminy B1.

#### Halucynoza alkoholowa
Wystąpienie pierwszych objawów halucynozy alkoholowej następuje zwykle w ciągu pierwszych dwóch dób od momentu zaprzestania spożywania alkoholu. Jej typowymi objawami są wyraziste, nieprzyjemne halucynacje wzrokowe, słuchowe lub dotykowe występujące przy niezaburzonym stanie świadomości. Halucynacje te mogą ustąpić po kilku tygodniach lub mogą utrzymywać się przewlekle. Powikłanie to najczęściej występuje w przypadkach ciężkiej, wieloletniej choroby alkoholowej.

#### Inne powikłania
Podczas alkoholowych zespołów abstynencyjnych może dojść do wystąpienia lub zaostrzenia zaburzeń depresyjnych oraz zachowań samobójczych. Nierzadko dochodzi także do poważnych powikłań somatycznych m.in. takich jak: uszkodzenie mięśni poprzecznie prążkowanych (rabdomioliza) mogące doprowadzić do niewydolności nerek, krwawienia z przewodu pokarmowego w tym z żylaków przełyku, zapalenie żołądka, zaburzenia wchłaniania jelitowego, hipokaliemia (czyli obniżony poziomu potasu w osoczu krwi, co stwarza ryzyko wystąpienia zagrażających życiu zaburzeń rytmu serca), niedobory witaminowe, dysfunkcje wątroby, zapalenie płuc, udar mózgu, zawał mięśnia sercowego, zakrzepica, zapalenie trzustki, a także ujawnienie się objawów urazów doznanych podczas intoksykacji, często objętych niepamięcią, w tym objawów krwiaków wewnątrzczaszkowych.

## Leczenie

### Wybór formy leczenia
Sposób leczenia alkoholowego zespołu abstynencyjnego zależny jest od jego nasilenia, obecności ewentualnych powikłań, współwystępujących chorób, zdolności pacjenta do zastosowania się do zaleceń lekarskich i dostępności opieki w warunkach domowych. Większość przypadków niepowikłanych alkoholowych zespołów abstynencyjnych nie wymaga hospitalizacji i może być leczona w warunkach domowych. Tym niemniej, określenie ryzyka przejścia zespołu odstawiennego niepowikłanego w powikłany, a co za tym idzie wskazań do hospitalizacji, może wymagać badania przez doświadczonego lekarza. W przypadkach, w których prognozowane jest wystąpienie powikłań, zaleca się hospitalizacje w oddziałach leczenia alkoholowych zespołów abstynencyjnych, potocznie określanych jako oddziały „detoksykacyjne” albo „detoks”. Leczeniem zespołów abstynencyjnych najczęściej zajmują się psychiatrzy, zaś w zależności od napotkanych komplikacji w leczeniu mogą także wziąć udział m.in. interniści, neurolodzy, lekarze medycyny ratunkowej. Za koniecznością hospitalizacji mogą przemawiać m.in.: epizody majaczenia drżennego lub drgawek alkoholowych w przeszłości, aktualne współwystępowanie chorób wątroby, chorób nerek, zapalenia trzustki, wywiad wskazujący na szczególnie wysokie spożycie alkoholu w ostatnich dniach lub tygodniach, szczególnie długi ciąg alkoholowy poprzedzający rozpoczynający się zespół abstynencyjny, wyjściowo intensywne objawy rozpoczynającego się zespołu abstynencyjnego, a także zaawansowany wiek pacjenta.

### Postępowanie i metody lecznicze
Postępowanie szpitalne może obejmować monitorowanie ciśnienia tętniczego krwi, czynności serca, temperatury ciała, poziomu elektrolitów, zwłaszcza potasu, poziomu glukozy, funkcji wątroby i nerek. W zależności od nasilenia postępowanie może wymagać kontrolowania żywienia, wyrównywania zaburzeń gospodarki wodno-elektrolitowej i węglowodanowej, suplementacji witaminowej m.in. tiaminy i kwasu foliowego. W stanach znacznego pobudzenia psychoruchowego, nad którym pacjent nie ma kontroli i które stwarza zagrożenie zachowaniami agresywnymi lub autoagresywnymi, nierzadko stosuje się zabezpieczenie np. w postaci unieruchomienia pacjenta w pozycji leżącej w łóżku pasami zakładanymi na kończyny. Cięższe postacie alkoholowego zespołu odstawiennego wymagają wprowadzenia leków benzodiazepinowych (np. diazepam, chlordiazepoksyd, lorazepam, klorazepat dwupotasowy). Dawkowanie tego rodzaju leków każdorazowo musi zostać indywidualnie określone przez doświadczonego lekarza. Przed podaniem owych leków konieczne jest m.in. potwierdzenie całkowitego braku alkoholu we krwi ze względu na zagrażające życiu interakcje tj. depresję ośrodka oddechowego. Zespoły abstynencyjne o wysokim nasileniu mogą wymagać przejściowego stosowania wysokich dawek leków działających na receptory benzodiazepinowe, nawet kilkukrotnie lub kilkunastokrotnie większych, niż dawki stosowane z innych wskazań np. takich jak sedacja. Następnie dawki tych leków są stopniowo redukowane aż do ich całkowitego odstawienia w ciągu 4–7 dni. Celem opanowania objawów wytwórczych przejściowo, jako leki dodatkowe, mogą też zostać zastosowane leki przeciwpsychotyczne np. haloperidol, risperidon.

### Zapobieganie nawrotom
Po zakończeniu leczenia alkoholowego zespołu abstynencyjnego niezwykle ważne jest zalecenie pacjentowi rozpoczęcia leczenia odwykowego (czyli leczenia uzależnienia od alkoholu) oraz wzmacnianie motywacji pacjenta do jego podjęcia. Leczenie odwykowe może być prowadzone w poradniach leczenia uzależnień (gdzie nie jest wymagane skierowanie od lekarza) w formie spotkań indywidualnych lub grupowych, w ramach spotkań grup samopomocowych AA, w dziennych oddziałach leczenia uzależnień lub w razie konieczności w całodobowych oddziałach leczenia uzależnień. Leczenie odwykowe prowadzone jest przy udziale terapeutów uzależnień, psychiatrów, psychoterapeutów, psychologów oraz pracowników socjalnych. Skuteczne leczenie odwykowe ukierunkowane na zachowanie abstynencji od alkoholu lub ograniczenie spożywania alkoholu, co pozwala zapobiec kolejnym ciągom alkoholowym, których następstwem mogłyby być alkoholowe zespoły abstynencyjne.